# Dea Matrona

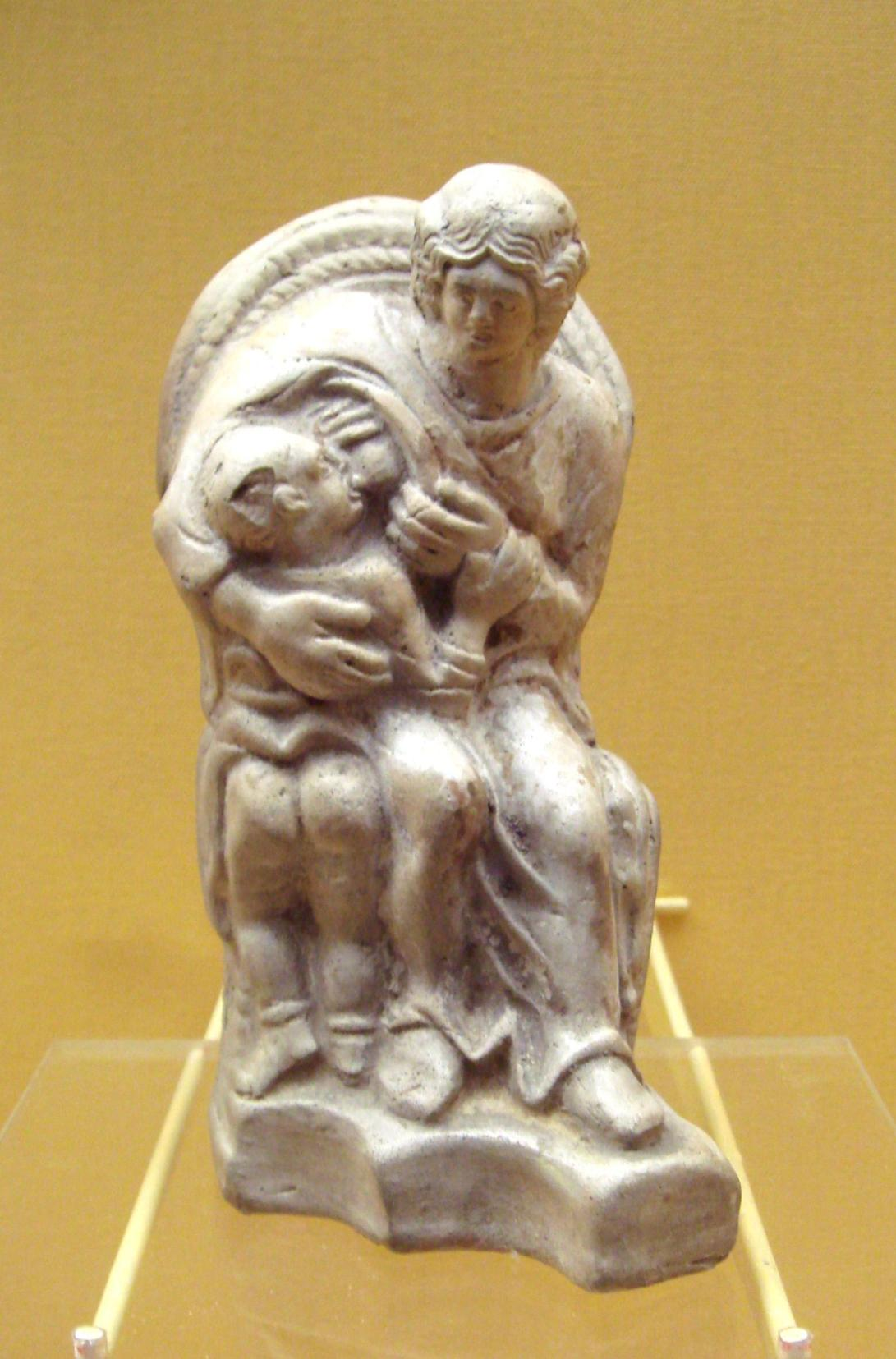
Escultura de la diosa Matrona.

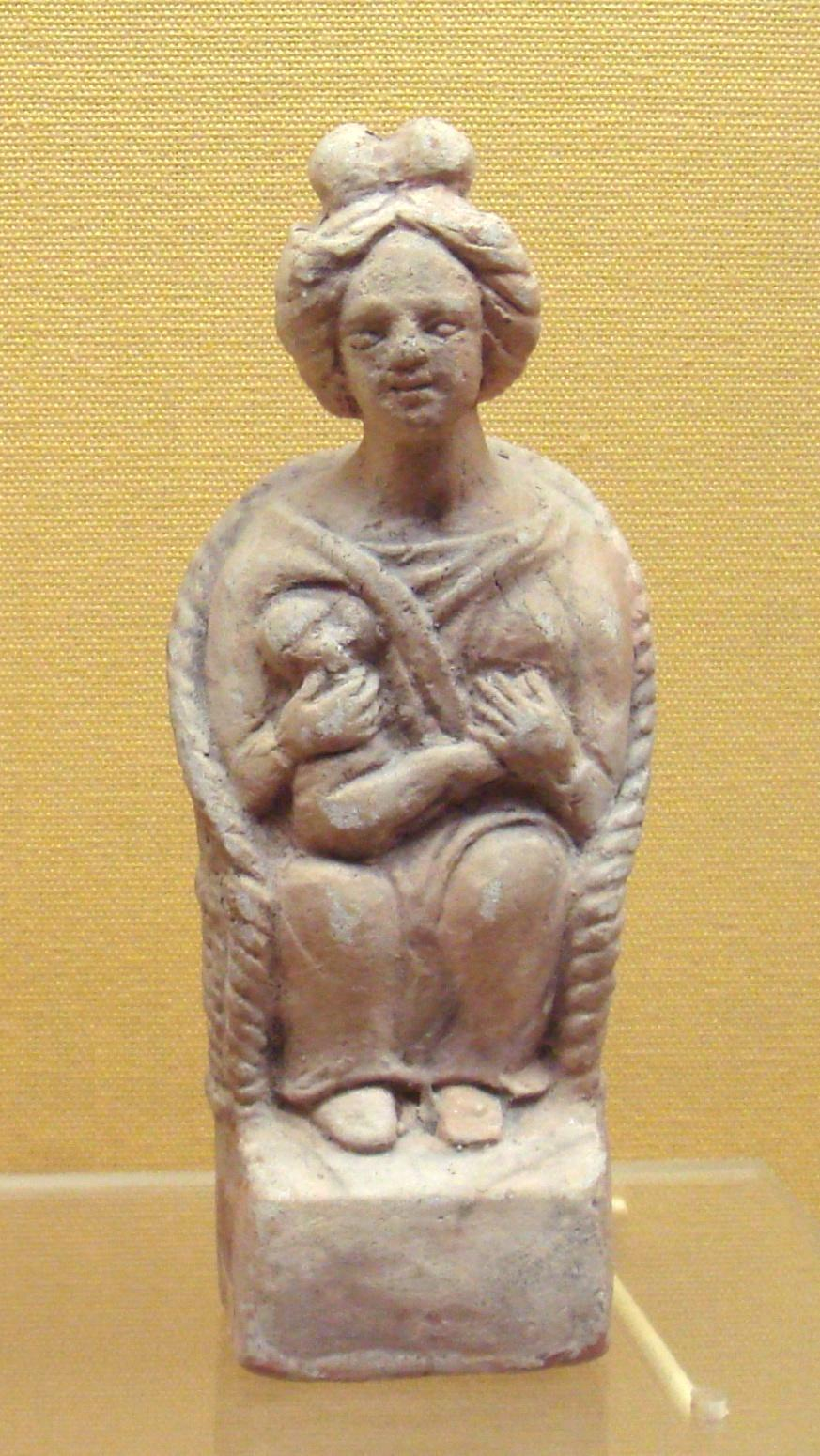
Escultura de la diosa Matrona

Dea Matrona ("diosa madre divina") en la mitología celta, era la diosa tutelar del río Marne (que era llamada Matrŏna, igual que el río en la Antigua Galia. Su hijo era el dios Maponos.
El teónimo galo Mātr-on-ā significa "gran madre", y la diosa del Marne ha sido considerada como una diosa madre. Muchas de sus representaciones, se han encontrado como estatuas de terracota de bajo costo producidas en serie para su uso en santuarios hogareños donde aparecen diosas madres amamantando a bebés o llevando frutas, otros alimentos, o pequeños perros en sus regazos. 
En muchas regiones, esas Matronae eran representadas en grupos de tres (tríadas), o más raramente en grupos de dos. Dentro de esa tríada divina, era conocida como "Deae Matres" o "Deae Matronae" y este tipo de culto está atestiguado en muchos puntos del Norte de Europa (Matres y Matronae) y no sólo en áreas celtas, y era similar a otras figuras religiosas y mitológicas contemporáneas o incluso, posteriores como Moiras, Furias, Nornas o Parcas.

## Mitología galesa
En la mitología galesa, Dea Matrona se asimila a Modron, otra diosa madre y figura legendaria de la mitología celta en Gales, mientras que Maponos se identifica con Mabon.